# Boken om stoft
Boken om stoft (originaltitel: The Book of Dust) är en planerad fantasytrilogi av den brittiske författaren Philip Pullman. 
Första boken Lyras färd (2018) (originaltitel: La Belle Sauvage, 2017) utspelar sig 12 år före Pullmans fantasytrilogi Den mörka materian.
Andra boken Det hemliga riket (2020) (originaltitel: The Secret Commonwealth, 2019) utspelar sig efter Den mörka materian, då Lyra är 20 år.